# Xã Paradise, Quận Lancaster, Pennsylvania
Xã Paradise (tiếng Anh: Paradise Township) là một xã thuộc quận Lancaster, tiểu bang Pennsylvania, Hoa Kỳ. Năm 2010, dân số của xã này là 5.131 người.